# Liste d'élections en 1966
Chronologie des élections
- 1962
- 1963
- 1964
- 1965
- 1966
- 1967
- 1968
- 1969
- 1970

Cette liste recense les élections organisées durant l'année 1966. Elle inclut les élections législatives et présidentielles nationales dans les États souverains, ainsi que les principaux référendums.
Les élections dans les années 1960 comprennent des élections libres et multipartites dans les États démocratiques indépendants ; des élections préparant des colonies à l'indépendance dans le cadre de la décolonisation ; mais aussi des semblants d'élection dans des États sous régime dictatorial. Dans le contexte de la Guerre froide, ces derniers peuvent être des États socialistes membres du bloc de l'Est et donc subordonnés à l'Union soviétique, des dictatures militaires de droite alignées auprès des États-Unis, ou encore des États autoritaires africains nouvellement indépendants et appartenant à divers courants idéologiques, de droite comme de gauche.
Parmi les États démocratiques, trois connaissent une alternance au gouvernement en raison d'élections en 1966. Au Costa Rica (février), le candidat de centre-droit José Trejos succède au président de centre-gauche Francisco Orlich. En Finlande, les sociaux-démocrates remportent les élections législatives du mois de mars, et prennent la tête d'un gouvernement de coalition allant du centre à la gauche radicale. En Uruguay, le Parti Colorado (hétéroclite), au pouvoir de 1865 à 1959 puis passé dans l'opposition, retrouve le pouvoir à l'occasion des élections législatives et présidentielle du mois de novembre.
Cette même année, des élections à parti unique ou à coalition unique ont lieu en Union soviétique (juin) et dans ses États satellites de Bulgarie (février) et de Mongolie (juin), ainsi que sous la dictature maoïste et anti-révisionniste en Albanie (juillet). Les électeurs sont appelés à approuver les candidats du régime ; aucune candidature d'opposition n'est possible. Dans le même temps, parmi les dictatures militaires de droite en Amérique latine, des élections de façade ont lieu au Guatemala (mars), au Salvador (mars), en Bolivie (juillet) et au Brésil (novembre). C'est le cas également au Viêt Nam du Sud (septembre). Là aussi, aucune opposition réelle au régime n'est tolérée.
La Mauritanie est le seul État africain à parti unique à organiser une élection en 1966. Le président Moktar Ould Daddah y est automatiquement réélu, lors d'une élection au mois d'août où il est le seul candidat autorisé. En mars, des élections ont lieu en Afrique du Sud dans le cadre du régime de l'apartheid, qui exclut la majorité noire du droit de vote. Le Parti national du premier ministre Hendrik Verwoerd, auteur de ce régime, conserve le pouvoir.
Dans le contexte de la décolonisation de l'Empire britannique, des élections démocratiques à Nauru (janvier), aux Fidji (octobre) et en Barbade (novembre) dotent ces pays des gouvernements autonomes qui les mèneront à l'indépendance.

## Par mois

### Janvier
| Date       | Pays  | Élections    | Contexte | Résultats |
| ---------- | ----- | ------------ | --- | --- |
| 25 janvier | Nauru | Législatives | Ces élections préparent cette colonie australienne à l'indépendance. Il n'y existe pas de partis politiques à cette date. | Tous les députés sont élus sans étiquette. Hammer DeRoburt demeure chef du Conseil gouvernemental. De nouvelles élections ont lieu l'année suivante, en amont de l'indépendance du pays en 1968. |

### Février
| Date       | Pays          | Élections                      | Contexte | Résultats |
| ---------- | ------------- | ------------------------------ | --- | --- |
| 6 février  | Costa Rica    | Législatives et présidentielle | | Alternance. Le Parti Libération Nationale (centre-gauche) conserve la majorité absolue des sièges au Parlement, mais son candidat à la présidentielle, Daniel Oduber Quirós, est battu. Son adversaire José Joaquín Trejos Fernández (Parti de l'unification nationale : centre-droit) est élu avec 50,5 % des voix. |
| 6 février  | Liechtenstein | Législatives                   | | Le gouvernement de coalition composé du Parti progressiste des citoyens (national-conservateur) et de l'Union patriotique (chrétienne-démocrate) conserve la totalité des sièges. Le PPC conserve son avance d'un siège sur l'Union patriotique. Gerard Batliner (PPC) demeure premier ministre.                     |
| 25 février | Bulgarie      | Législatives                   | La Bulgarie à cette date est un État à coalition unique. Seul le Front patriotique, dominé par le Parti communiste, est autorisé à présenter des candidats, que les citoyens sont invités à approuver. | Les candidats du Front recueillent officiellement 99,85 % de suffrages favorables. Todor Jivkov demeure premier ministre. |

### Mars
| Date          | Pays           | Élections                      | Contexte | Résultats |
| ------------- | -------------- | ------------------------------ | --- | --- |
| 6 mars        | Autriche       | Législatives                   | | Le Parti populaire (ÖVP : chrétien-démocrate, conservateur), qui disposait d'une majorité relative des sièges, remporte cette fois la majorité absolue. Le Parti socialiste (SPÖ) décide de se retirer du gouvernement de coalition avec l'ÖVP. Josef Klaus (ÖVP) demeure chancelier. |
| 6 mars        | Guatemala      | Législatives et présidentielle | Le Guatemala à cette date est une dictature militaire, dans un contexte de guerre civile contre des mouvements de guérilla de gauche. Pour les élections de 1966, l'armée autorise néanmoins la candidature de civils. | Le Parti révolutionnaire (centre-gauche) remporte la majorité absolue des sièges au Congrès. Son candidat Julio César Méndez Montenegro, qui promet de s'émanciper de la tutelle de l'armée et d'introduire des réformes démocratiques, remporte l'élection présidentielle avec 44,8 % des voix, devant notamment le candidat du régime militaire, Juan de Dios Aguilar de León. Le président Méndez demeure toutefois sous le contrôle des formées armées, auxquelles il est rapidement contraint de donner carte blanche dans leur gestion de la répression des partisans des guérillas. L'armée emploie des « escadrons de la mort » en toute impunité. Les assassinats, les actes de torture et les disparitions forcées à l'encontre des opposants à la dictature se poursuivent, de même que des massacres commis par l'armée à l'encontre des populations autochtones. |
| 13 mars       | Salvador       | Législatives                   | Le Salvador à cette date est une dictature militaire. Une opposition politique chrétienne-démocrate est toutefois autorisée. | Le Parti de la conciliation nationale (droite, parti lié à la dictature militaire) conserve la majorité absolue des sièges. |
| 20 mars       | Colombie       | Législatives                   | C'est la période du Front national. Cet accord, qui a mis fin à la guerre civile, octroie par avance la moitié des sièges au Parti conservateur, et la moitié au Parti libéral. Les autres partis (notamment le Parti communiste) ne sont plus autorisés à participer aux élections, à moins de pouvoir présenter des candidats sous l'étiquette d'un des deux grands partis. Les élections deviennent une compétition entre les différentes factions des deux partis qui se partagent le pouvoir. | Comme prévu par l'accord, les conservateurs et les libéraux conservent chacun la moitié des sièges dans les deux chambres. Une élection présidentielle a lieu en mai. |
| 20 et 21 mars | Finlande       | Législatives                   | | Alternance. Le Parti du centre (agrarien, libéral), qui était à la tête d'un gouvernement de coalition de centre-droit, est devancé par le Parti social-démocrate, qui remporte la majorité relative avec un peu plus d'un quart des sièges. Rafael Paasio (social-démocrate) devient premier ministre à la tête d'un gouvernement de coalition incluant le Parti du centre et la Ligue démocratique du peuple (alliance de communistes et de socialistes). |
| 26 et 28 mars | Malte          | Législatives                   | Premières élections après l'indépendance du pays en 1964. Les précédentes avaient eu lieu en 1962. | Le Parti nationaliste (centre-droit), qui disposait jusque-là de la moitié des sièges exactement, remporte cette fois la majorité absolue au Parlement. Giorgio Borg Olivier demeure premier ministre. |
| 30 mars       | Afrique du Sud | Législatives                   | C'est la période de l'apartheid. La majorité noire est exclue de toute participation aux élections. La minorité dite coloured élit quatre représentants, mais ne peut voter que pour des candidats blancs. | Le Parti national (nationalisme afrikaner, pro-apartheid, droite à extrême-droite) conserve la majorité absolue des sièges. Hendrik Verwoerd demeure premier ministre. |
| 31 mars       | Royaume-Uni    | Législatives                   | Élections anticipées, le gouvernement étant handicapé par une majorité trop faible à la Chambre des communes. | Le Parti travailliste (centre-gauche) accroît nettement sa majorité absolue des sièges. Harold Wilson demeure premier ministre. |

### Avril
Il n'y a pas d'élection nationale en avril 1966.

### Mai
| Date    | Pays     | Élections      | Contexte | Résultats |
| ------- | -------- | -------------- | --- | --- |
| 1er mai | Colombie | Présidentielle | C'est la période du Front national. Cet accord, qui a mis fin à la guerre civile, prévoit que le Parti conservateur et le Parti libéral puissent alterner à la présidence. En 1966, la présidence doit revenir au Parti libéral, qui présente trois candidats et invite les citoyens à les départager. Ce scrutin fait suite aux élections législatives du mois de mars. | Alternance automatique. Carlos Lleras Restrepo (Parti libéral) est élu avec 71,8 % des voix.                                              |
| 26 mai  | Gambie   | Législatives   | | Le Parti progressiste populaire (centriste, agrarien) conserve la majorité absolue des sièges. Sir Dawda Jawara demeure premier ministre. |

### Juin
| Date     | Pays                   | Élections                      | Contexte | Résultats |
| -------- | ---------------------- | ------------------------------ | --- | --- |
| 1er juin | Irlande                | Présidentielle                 | Élu au suffrage universel, le président de la République a un rôle essentiellement cérémoniel. Le Premier ministre exerce le pouvoir exécutif réel. | À l'âge de 83 ans, Éamon de Valera (Fianna Fáil : centre-droit) est réélu avec 50,5 % des voix, face à Tom O'Higgins (Fine Gael : centre-droit). |
| 1er juin | République dominicaine | Législatives et présidentielle | Ces élections font suite au coup d'État de 1963 qui a renversé le président Juan Bosch, démocratiquement élu. Une révolte en avril 1965 contre la junte qui en résulte a produit une guerre civile, puis à une invasion américaine en soutien aux partisans de la junte. Ces élections se tiennent sous l'égide de l'Organisation des États américains. | Le nouveau Parti réformiste (droite populiste) remporte la majorité absolue des sièges aux deux chambres du Congrès. Leur candidat Joaquín Balaguer, fidèle de l'ancien dictateur Rafael Trujillo, est élu président de la République avec 57,7 % des voix, devant notamment Juan Bosch (Parti révolutionnaire : centre-gauche). |
| 12 juin  | URSS                   | Législatives                   | L'URSS est un État à parti unique. Les citoyens sont appelés à approuver les candidats proposés par le Parti communiste et par les organisations de masse qui lui sont liées. | Les candidats sont élus avec un taux d'approbation d'ensemble de 99,8 %. Alexis Kossyguine demeure président du Conseil des ministres. Le pouvoir principal est exercé par Léonid Brejnev, premier secrétaire du Parti communiste.                                                                                               |
| 26 juin  | Mongolie               | Législatives                   | La Mongolie à cette date est un État à parti unique. Tous les candidats doivent être approuvés par les autorités. | Le Parti du peuple (marxiste-léniniste) conserve la très grande majorité des sièges, les autres revenant à des élus sans étiquette approuvés par le parti. Yumjagiyn Tsedenbal, secrétaire général du comité central du parti, demeure premier ministre.                                                                         |

### Juillet
| Date       | Pays    | Élections                      | Contexte | Résultats |
| ---------- | ------- | ------------------------------ | --- | --- |
| 3 juillet  | Bolivie | Législatives et présidentielle | À la suite du coup d'État de novembre 1964, le pays est une dictature militaire. | Le Front de la révolution bolivienne, alliance dominée par le Mouvement populaire chrétien (conservateur, agrarien, parti de la junte), remporte la majorité absolue aux deux chambres du Congrès. Son candidat, le général René Barrientos, arrivé au pouvoir par le coup d'État, remporte l'élection présidentielle avec 67,2 % des voix face à cinq autres candidats. |
| 10 juillet | Albanie | Législatives                   | L'Albanie à cette date est un État à parti unique. Seul le Front démocratique (fédération des organisations de masse liés au Parti du travail (maoïste, anti-révisionniste)) est autorisé à présenter des candidats, que les citoyens sont invités à approuver. | Les candidats du Front recueillent officiellement 100 % de suffrages favorables (ou très exactement 99,996 %), et conservent tous les sièges. Le taux de participation est officiellement de 100 %. Mehmet Shehu demeure premier ministre. |

### Août
| Date   | Pays       | Élections      | Contexte                                               | Résultats                                                                      |
| ------ | ---------- | -------------- | ------------------------------------------------------ | ------------------------------------------------------------------------------ |
| 7 août | Mauritanie | Présidentielle | La Mauritanie à cette date est un État à parti unique. | Seul candidat, Moktar Ould Daddah (Parti du peuple) est automatiquement réélu. |

### Septembre
| Date         | Pays            | Élections    | Contexte | Résultats |
| ------------ | --------------- | ------------ | --- | --- |
| 11 septembre | Cambodge        | Législatives | Le Cambodge à cette date est de facto un régime autoritaire à parti unique. Toute opposition réelle est réprimée. Néanmoins, prince Norodom Sihanouk, chef de l'État, autorise le parti à présenter plusieurs candidats par circonscription, invitant ainsi les citoyens à les départager. Ceci permet une mise en compétition des différentes factions du parti. | Le parti Sangkum (nationaliste, conservateur, socialiste), seul en lice, conserve mécaniquement tous les sièges. Mais la grande majorité des sièges sont remportés par la faction conservatrice du parti. Le général Lon Nol, issu de la faction de droite, est nommé premier ministre. En 1970 il mène un coup d'État militaire et renverse le prince Sihanouk. |
| 11 septembre | Viêt Nam du Sud | Législatives | Élection d'une assemblée constituante. Le Viêt Nam du Sud à cette date est une dictature militaire. | La très grande majorité des sièges sont remportés par des candidats sans étiquette. Nguyễn Cao Kỳ demeure premier ministre, mais des élections ont lieu en 1967 sur la base d'une nouvelle Constitution. |

### Octobre
| Date    | Pays  | Élections    | Contexte | Résultats |
| ------- | ----- | ------------ | --- | --- |
| octobre | Fidji | Législatives | Premières élections au suffrage universel ; précédemment, les autochtones et les femmes ne pouvaient pas voter. Les Fidji à cette date sont une colonie britannique s'acheminant vers l'indépendance. | Le Parti de l'Alliance (conservateur, représentant l'autorité des chefs autochtones et soutenu principalement par les électeurs autochtones et blancs) remporte la majorité absolue des sièges. Ratu Sir Kamisese Mara devient premier ministre. Le pays accède à l'indépendance en 1970. |

### Novembre
| Date                                   | Pays              | Élections                      | Contexte | Résultats |
| -------------------------------------- | ----------------- | ------------------------------ | --- | --- |
| 3 novembre                             | Barbade           | Législatives                   | Élection du gouvernement qui mènera cette colonie britannique à l'indépendance. | Le Parti travailliste démocrate (centre-gauche à gauche) conserve sa majorité absolue des sièges. Errol Barrow demeure premier ministre. Le pays devient indépendant le 30 novembre. |
| 7 novembre                             | Trinité-et-Tobago | Législatives                   | Premières élections après l'indépendance du pays en 1962. Les précédentes avaient eu lieu en 1961. | Le Mouvement national du peuple (conservateur) conserve la majorité absolue des sièges. Eric Williams demeure premier ministre. |
| 8 novembre                             | États-Unis        | Législatives                   | Premières élections après l'entrée en application de la loi Voting Rights Act, qui vise à assurer que le droit de vote des noirs soit effectif. | Le Parti démocrate (centre-gauche) conserve la majorité absolue des sièges dans les deux chambres du Congrès. |
| 8 novembre                             | Samoa américaines | Référendum                     | Les Samoa américaines sont un territoire non incorporé et non organisé sous souveraineté des États-Unis. Ce référendum appelle les citoyens à approuver une proposition de Constitution. | La proposition est approuvée par une majorité des votants. La nouvelle Constitution entre en application l'année suivante, après avoir été approuvée par le gouvernement américain. |
| 15 novembre                            | Brésil            | Législatives                   | À la suite du coup d'État de mars 1964, le pays est une dictature militaire. Seuls deux partis politiques sont désormais autorisés : le parti de la junte, et un parti représentant l'opposition. | L'Alliance rénovatrice nationale (droite, parti de la junte) remporte une large majorité des sièges dans les deux chambres. |
| 22 novembre et 6 décembre au Groënland | Danemark          | Législatives                   | | Parlement sans majorité. Les Sociaux-démocrates (centre-gauche) conservent leur majorité relative des sièges, avec une très nette avance sur leurs adversaires. Jens Otto Krag (social-démocrate) demeure premier ministre. |
| 26 novembre                            | Australie         | Législatives                   | | La coalition du Parti libéral (centre-droit, libéral-conservateur) et du Parti rural (centre-droit, conservateur, agrarien), remporte ses huitièmes élections consécutives, et conserve la majorité absolue des sièges. Harold Holt (Parti libéral) demeure premier ministre.                                                                                                  |
| 26 novembre                            | Nouvelle-Zélande  | Législatives                   | | Le Parti national (centre-droit) conserve la majorité absolue des sièges. Keith Holyoake demeure premier ministre. |
| 27 novembre                            | Uruguay           | Législatives et présidentielle | | Alternance. Le Parti Colorado (hétéroclite), principal parti d'opposition, remporte de justesse la majorité absolue aux deux chambres de l'Assemblée générale. Son candidat Óscar Diego Gestido est élu président de la République avec 49,3 % des voix, face aux candidats de cinq autres partis (dont le président sortant Alberto Héber Usher, du Parti national (droite)). |
| 27 novembre                            | Uruguay           | Référendum                     | Les citoyens sont invités à voter pour ou contre une réforme du système politique du pays - et à départager plusieurs propositions de réforme. Chaque citoyen peut soit voter pour l'une des propositions, ou bien contre l'ensemble (et donc en faveur du statu quo). Les diverses propositions émanent de l'Assemblée générale (parlement), d'une initiative citoyenne, ou encore de certains partis politiques. | La proposition mise en avant par l'Assemblée générale est adoptée par 64,9 % des votants. Il s'agit de mettre fin au modèle exécutif collégial, ré-introduire un régime présidentiel, interdire au président de la République d'exercer deux mandats consécutifs, mais lui permettre de dissoudre le parlement.                                                                |

### Décembre
| Date        | Pays    | Élections  | Contexte | Résultats |
| ----------- | ------- | ---------- | --- | --- |
| 14 décembre | Espagne | Référendum | L'Espagne à cette date est une dictature. Les Espagnols sont appelés à approuver une nouvelle Constitution, qui crée un poste de « chef du gouvernement » (nommé par le chef de l'État), et prévoit à terme une restauration de la monarchie après la mort du dictateur Francisco Franco. Seuls les chefs de famille peuvent voter lors de ce référendum. | La nouvelle Constitution est approuvée officiellement par 98,1 % des votants. Franco se nomme lui-même chef du gouvernement, exerçant cette fonction conjointement avec celle de chef de l'État. |